# Joe Wright (Fußballspieler, 1995)
Joseph „Joe“ Harris Wright (* 26. Februar 1995 in Monk Fryston, England) ist ein walisischer Fußballspieler, der bei Bradford City in der EFL League One unter Vertrag steht.

## Karriere

### Verein
Joe Wright wurde im englischen Monk Fryston, in der Region North Yorkshire geboren. Im Jahr 2010 wechselte er in die Jugendakademie von Huddersfield Town. Drei Jahre später unterzeichnete Wright seinen ersten Profivertrag mit dem Verein. Ohne einen Einsatz für die erste Mannschaft absolviert zu haben, wurde Wright in der Saison 2015/16 an den Viertligisten Accrington Stanley verliehen, für den er 20 Ligaspiele bestritt. Nach Beendigung der Leihe verließ Wright Huddersfield und wechselte zu den viertklassigen Doncaster Rovers. In der ersten Saison in Doncaster gelang ihm mit dem Verein der Aufstieg in die dritte Liga. Wright kam bei den Rovers regelmäßig zum Einsatz in der Innenverteidigung. Bis zum Jahr 2021 absolvierte er 129 Ligaspiele und erzielte als Abwehrspieler vier Tore.
Ab Juli 2021 war Wright für ein Jahr vereinslos, nachdem er eine Knie- und Knöchelverletzung erlitten hatte. Nach einem Probetraining beim schottischen Erstligisten FC Kilmarnock unterschrieb er einen Einjahresvertrag. Nachdem er die Saison 2022/23 als Stammspieler beendet hatte, wurde sein Vertrag bis 2025 verlängert.
Im Juni 2025 wechselte Wright mit einem Zweijahresvertrag zum englischen Drittligisten Bradford City.

### Nationalmannschaft
Joe Wright lief im Jahr 2015 zweimal für die walisische U-21-Nationalmannschaft auf.